# Савчак Володимир Васильович
Володимир Васильович Савчак (англ. Volodymyr Sawchak; 25 травня 1911, Бережани — 6 березня 2007) — український маляр, пейзажист, громадський діяч, який проживав у Австралії.

## Біографія
Володимир Савчак, син старого міщанського роду, народився 25 травня 1911 року в Бережанах, на околиці, що колись називали Адамівка (нині вулиця Шевченка), поблизу старовинної дерев'яної церкви св. Миколая. Там була майстерня його батька, майстра-стельмаха.
Володимир ходив до Бережанської гімназії, учився рисувати у проф. о. Михайла Залеського, а коли записався до Пласту (куреня ім. Гетьмана Павла Полуботка), він рисував образи, карти, або принагідні декорації на сцену на пластові свята. Він любив особливо ж малювати краєвиди.
У 1930 році, коли поляки проводили жорстоку «пацифікацію» на Кресах Всходніх, 19-річний Володимир вирушає до Львова і студіює філософію і математично-природничі науки, а пізніше малярство (1934—1935) у Львівському університеті. Там він підтримував зв'язки з артистичним відділом львівської Технічної школи.
Згодом 1935 р. він виїхав до Вільна, на студії в Мистецькій Академії, у якій вчився і працював до 1939 р. Ще у Вильні він пов'язався з Варшавською академією мистецтв, і мав змогу бувати на літніх мистецьких її таборах для студій пейсажу.
Під час першої радянської окупації був декоратором у Бережанському театрі «Сокіл», а в час війни викладає малювання в Бережанській гімназії.
Емігрував спочатку до Німеччини, згодом до Австралії (1948).

## Життя і праця в Австралії

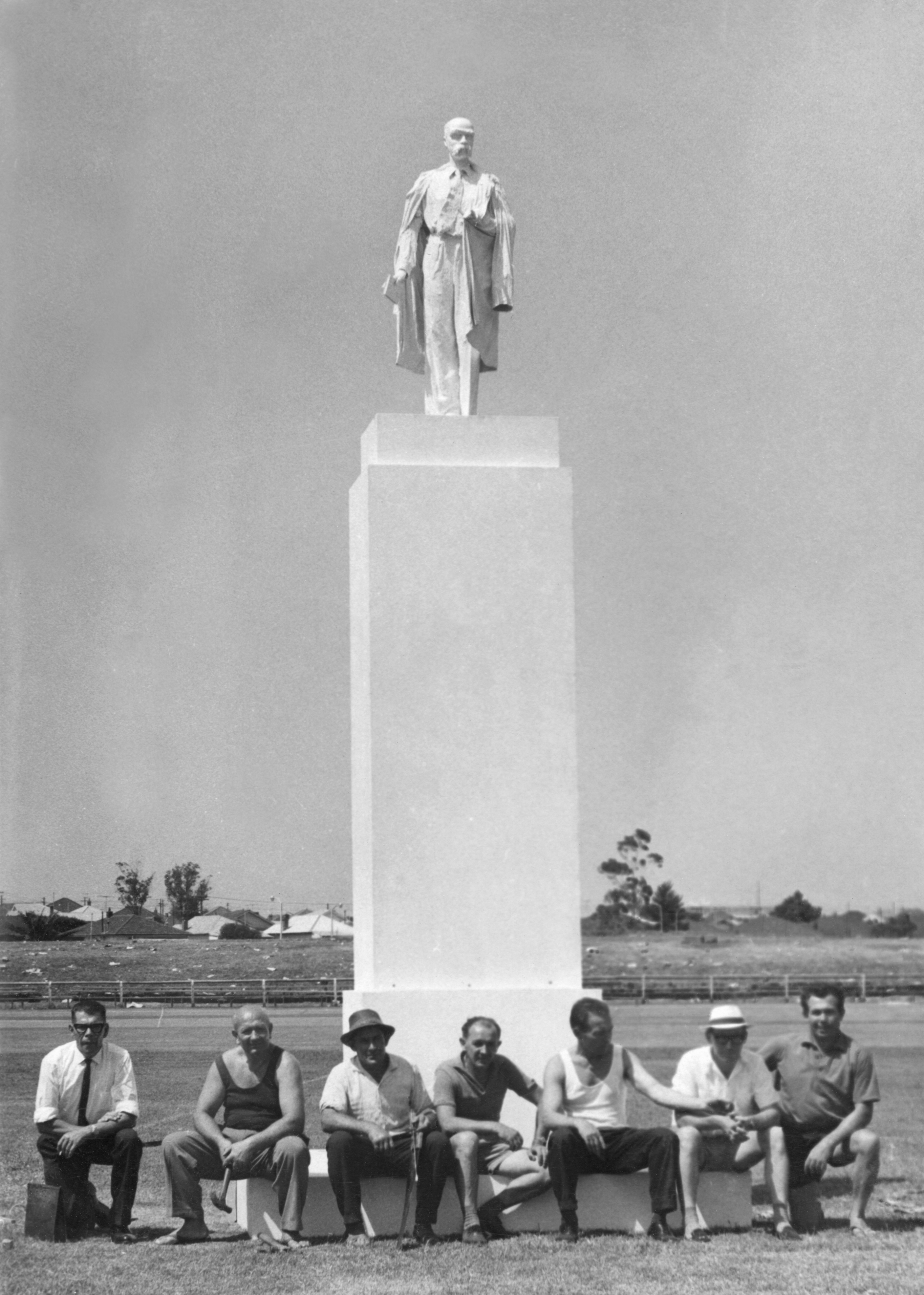
1964 рік в Австралії — члени СУОМА (Володимир Савчак третій зліва) оформлюють тимчасову скульптуру Тараса Шевченка в центрі спортивного майданчика в Лідкомбі, околиці Сіднею.

По закінченні війни переїхав до Австралії і справдив свій дворічний контракт як вчитель мистецтва у вищій школі в Лонсестоні (штат Тасманія).
У 1951 році Австралія святкувала ювілей федерації (1901 року) і влаштувала виставку новоприбулих мистців, яка об'їжджала всі штати Австралії. За показ своїх картин у тій виставці Савчак одержав почесну грамоту від міністра еміграції Гарольда Голта.
Шукаючи нової тематики для своєї творчости, Савчак у 1957 році переїхав до центральної частини Австралії, де працював учителем мистецтва в школі й католицькій Місії св. Тереси в Аліс-Спрингс, що була створена для опіки над аборигенами. Жив та працював у Мельбурні, Брисбені, Катумбі (з 1970 року).
Член Мистецької Комісії СУОА (1954) та дирекції Фундації Українознавчих Студій в Австралії. Був активним пластуном-сеньйором і член австралійських «Лісових Чортів». Член Спілки Визволення України в Австралії та член української громади Сіднею. У 1950-х роках вів курс українознавства в Мельбурні. У 1960-х роках був учителем в українській школі ім. Івана Франка в м. Окслей, Квінсленд та в школі ім. Л. Українки в Брисбені.
Беручи участь в українському культурному житті Австралії, Савчак працював над сценічним оформленням, а також розмалював українську католицьку церкву Успення Пресвятої Богородиці в околиці Ардір у Мельбурні.
У Бережанському краєзнавчому музеї у фонді Володимира Савчака зберігається близько 200 його робіт і особисті речі художника. За цей внесок у розвиток культури району йому присвоєно звання «Почесний громадянин міста Бережани».

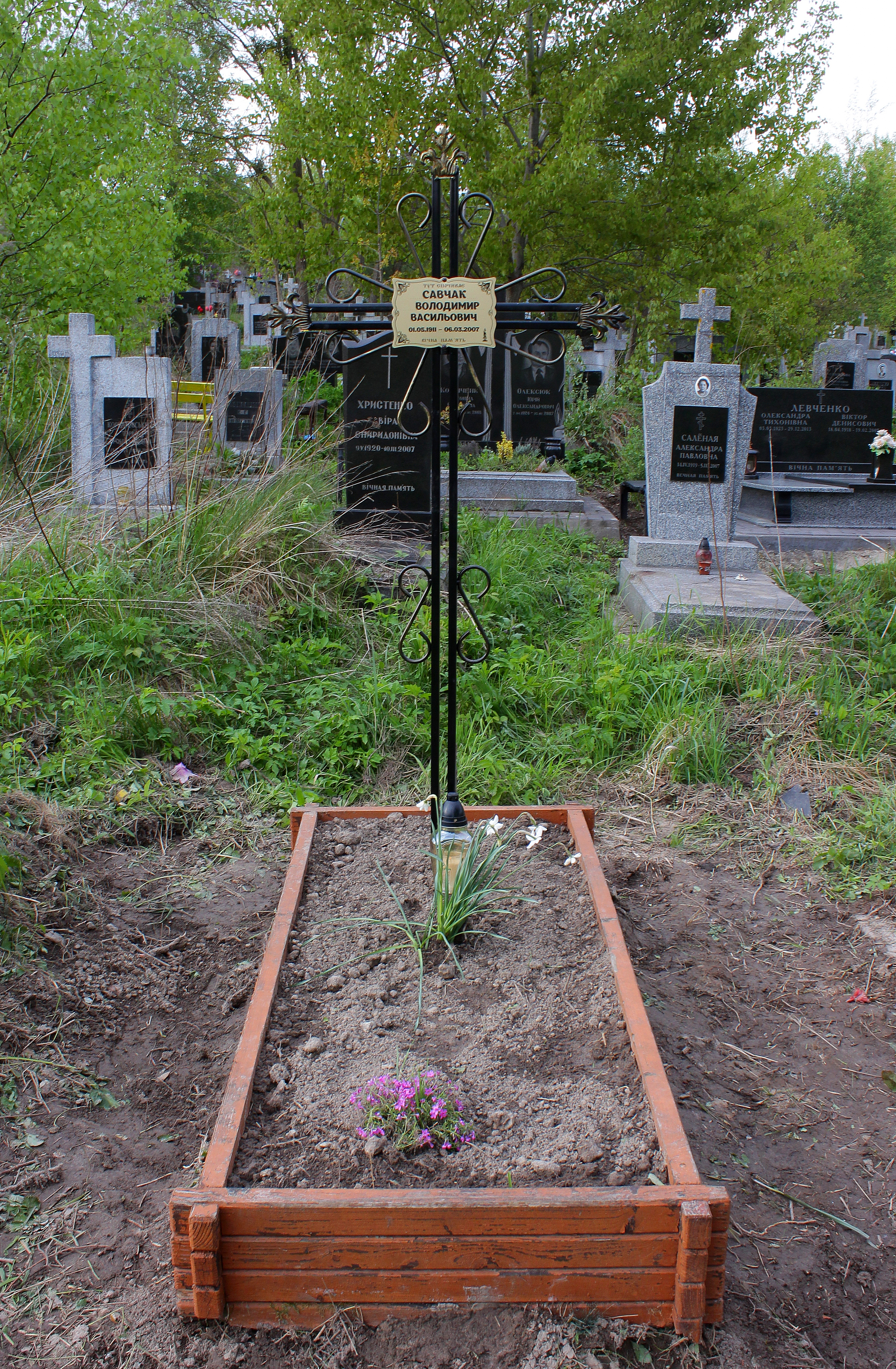

Володимир Савчак помер 6 березня 2007 року, похований на 47-в полі Голосківського цвинтаря у Львові.У квітні 2024 року могила була віднайдена за сприяння БФ "Про память".Ремонт та благоустрій могили здійснила львівська ритуальна агенція “DOLOREM”.

## Мистецтво

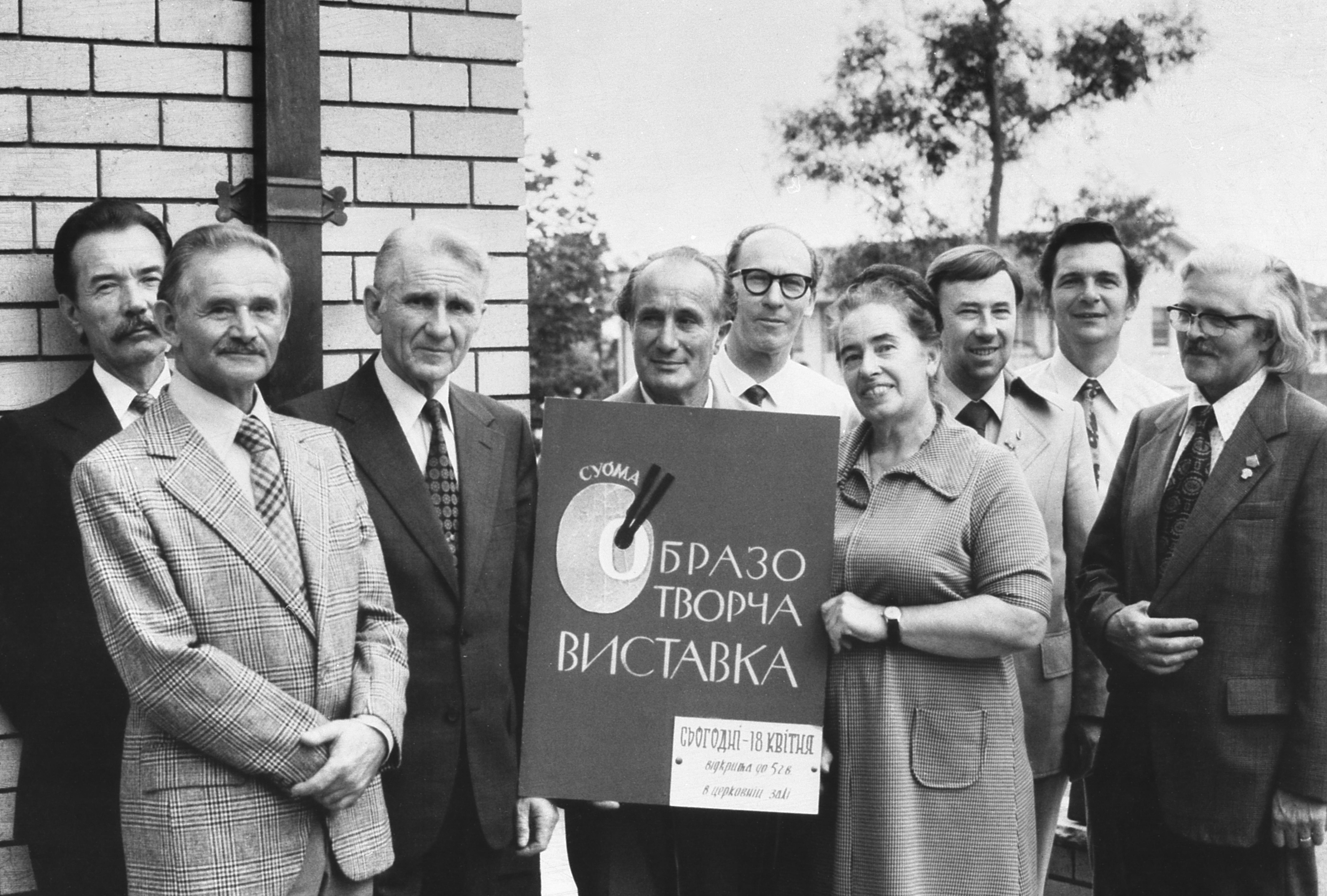
Члени СУОМА під крайової виставки у Лідкомбі 1976 р. Володимир Савчак — посередині з плакатом.

Автор краєвидів Австралії, малював акварелі, пастелі, акриліки та олії. Член Спілки Українських Образотворчих Мистців Австралії (з 1972) та Об'єднання мистців Вікторії.
Твори Володимира Савчака експонувались на 10 персональних виставках в Австралії (з 1956). Поза межами Австралії мав індивідуальні виставки: Лондон (1981), Париж (1981), Нью-Йорк (1980 і 1982), Філадельфія (1980 і 1981), Вашингтон (1980), Торонто (1980 і 1982 — по дві), Оттава (1982), Чикаго (1982).
Австралійська газета «Ейдж» з 4 квітня 1956 р. повідомляла про відкриття виставки картин Савчака в Національній галереї Вікторії. Австралійський журнал «The Bulletin» з 18 грудня 1957 р. писав:
Володимир Савчак звернув свій зір на батьківщину Наматжіри. Наслідки можна побачити у Вікторіянській Мистецькій Галерії Мельбурна у формі картин. Вони різняться від версії Наматжіри впровадженням на тло краєвиду червоних пісків і скель та тендітних дерев, мешканців-автохтонів, якими Наматжіра у своїх картинах не цікавився. Володимир Савчак малює нараду старших племени Арунта, що відбувається за селом, під деревами; або дівчину того ж племени, на тлі краєвиду. Малюючи ці краєвиди, Савчак бачить трошки глибше від свого колеги-уродженця цих сторін, він також користується жвавішою симфонією барв.
«Ейдж» з 1 грудня 1959 р. стверджує поступ Савчака в картинах, що зображують центральну Австралію, він звертає увагу на майстерне користування світлом та барвами, а також на проникливий зір і мистецьке відображення спостереженого.
У зв'язку з виставкою картин мистця в Сіднеї З березня 1963 р., тижневик «Українець в Австралії» писав:
Володимир Савчак зобразив нам силу і ритм людського життя та поезію природи середньої Австралії з таким знанням предмету, що його картини захоплюють глядача. Це дослідник, винахідник, що старається пізнати і зрозуміти щораз то нові простори природи і людей. Талант мистця заблистів у світосприйманні дійсности, серед якої він живе. Щоб передати дійсність на полотно, маляр мусить мати відповідний «клімат»… Про той відповідний «клімат» довідуємося з листа написаного до автора цих рядків нашим австралійським мистцем: «… Країна не убога, але люди у сталій погоні за грошем… Про мої виставки були прихильні згадки і фота. На жаль, у своєму кочівничому житті, часто з валізкою в руках, не маю колекції витинків із часописів. Часто на запит своїх, щоб не потребував писати про себе, я залучував ті витинки, і так вони попропадали… В австралійському мистецькому світі я здобув певний авторитет… Знаю з досвіду, що опінія чужинців буває більш переконливою… Я дістався на сторінки нашої преси, коли австралійська преса про мене заговорила…»
Ярослав Масляк у «Вільній думці» у зв'язку із тою самою виставкою, писав:
Володимир Савчак по своїй спеціяльності пейзажист. Крім австралійського, багатогосюжетно краєвиду, діяпазон його творчости є куди ширший. Там зустрічаєте іконостас з прегарною Почаївською Богоматір'ю, портрети наших історичних постатей, колекцію студій квітів, стару Бережанську церковцю, низку картин пластових таборів… Володимир Савчак — пластун, сеньйор: труди та невигоди — це ніщо на шляху мистця,… яким гордяться та радіють його успіхами земляки-Бережанці!
На виставці «Художники Синіх Гір» (Австралія) одержав нагороду «Найкращого місцевого художника».
Нагороджений медаллю за свою картину на Світовій виставці українських мистців у Торонто. Її репродукцію  вміщено в каталозі цієї виставки, яка також була висвітлена в новинах на канадському телебаченні, що подавало інформацію про цю міжнародну виставку.
В Україні твори Савчака експонуються з 1993 р. 2010 року одну з його найвідоміших картин «Emily Gap in Central Australia» було виставлено на аукціоні художніх робіт.

## Виставки
Персональні:
- Жовтень 1954 року — 30 картин, Мельбурн[2]
- 1956 — Національна галерея Вікторії, Мельбурн[1]
- 1956 — Аделаїда
- Жовтень 1958 року — виставка української книжки, преси і мистецтва, Мельбурн
- Вересень 1982 року — у приміщеннях Об'єднання Мистців-Українців Америки, Нью-Йорк[13]
- Червень 1982 року — Торонто, Канада[13]

## Вшанування пам'яті
- Почесний громадянин Бережан (1993)